# The Call 2
The Call 2 (着信アリ2?, Chakushin ari 2) è un film del 2005 diretto da Renpei Tsukamoto.
Si tratta del sequel del popolare film J-Horror The Call - Non rispondere. Uscito nelle sale italiane nel 2006.

## Trama
Kyoko e la sua amica Madoka sono insegnanti in un asilo nido a Tokyo. Quando le due non sono al lavoro, passano molto tempo nel ristorante cinese dove lavora il fidanzato di Kyoko, Naoto. La prima chiamata della morte colpisce proprio il proprietario del ristorante, che muore  in cucina a causa di una fiamma anomala ad un fornello e Naoto è il primo a vederne il corpo, con il volto parzialmente bruciato.
Il giorno dopo, anche Madoka riceve una sinistra chiamata.  Kyoko, turbata dagli eventi della sera precedente, decide di andare a casa di Madoka per vedere se la ragazza sta bene. Ma una volta arrivata a casa dell'amica scopre con orrore che Madoka è stata brutalmente assassinata nella vasca da bagno. Disperata chiama il suo ragazzo che la raggiunge subito.
Poco dopo l'arrivo di Naoto il cellulare di Kyoko squilla ed il messaggio lasciato in segreteria annuncia la sua morte entro tre giorni. Kyoko e Naoto nel panico più totale, vengono contattati da una giornalista di nome Takako, che ha perso la sorella a causa della chiamata della morte e gli racconta della storia di Mimiko e della sua maledizione.
Riescono a mettersi in contatto con la nonna di Mimiko, che  racconta alcuni particolari della storia di sua figlia e sua nipote: Mimiko era nata da uno stupro e suo nonno aveva ucciso l'uomo colpevole. Successivamente, il nonno era stato condannato al carcere dove era impazzito, ed una volta uscito era tornato in Taiwan, sua terra d'origine.
Per questo motivo, i tre decidono di andare a Taiwan per cercare l'uomo ed indagare, con la speranza di riuscire a salvare almeno Kyoko.
Nel corso della storia, scoprono che a Taiwan gli eventi avvenivano molto prima della nascita di Mimiko e che i corpi delle vittime questa volta non hanno una caramella in bocca, ma carbone nello stomaco, quindi non può essere Mimiko la vera colpevole.

## Sequel
Il film ha generato un sequel, The Call: Final del 2006.